# 시모무라 유타
시모무라 유타(일본어: 下村 悠太, 1990년 5월 1일 ~ )는 일본의 전 축구 선수이다.

## 구단 경력
과거 AC 나가노 파르세이루, 일본 축구 전문학교, 마루야스 오카자키, FC 류큐에서 활동하였다.